# أندرو بروك
أندرو بروك هو فيلسوف كندي، ولد في 17 مارس 1943 في إدمونتون في كندا.